# ゴルナーグラート鉄道
ゴルナーグラート鉄道（ドイツ語: Gornergratbahn、略:GGB）は、ツェルマットの街とゴルナーグラート山頂を結ぶスイスの登山鉄道である。1898年8月20日開業。2005年10月にBVZホールディングが取得。
ゴルナーグラート駅は欧州で最も標高が高い地上駅である。地下駅を含めるとユングフラウヨッホ駅に次いで欧州2位。駅に近い標高3,131 mの展望台からは、マッターホルンやモンテ・ローザ、ブライトホルン、リスカムなど、スイスとイタリアの4000 m級の29座を見ることができる。また、沿線はハイキングやウィンタースポーツのフィールドとして人気がある。

## 概要
スイスで最初に建設されたラック式の電気鉄道である。軌間1000 mm（メーターゲージ）のアプト式ラックレールを採用。路線長9.339 km、内3,790 mの複線区間がある。標高差は1500 m近く、最大勾配200‰。最大速度30 km/h。輸送能力は毎時2,511人。架線2本と線路により725 V三相交流で電力を供給する。
以下に駅と標高を示す。
| 距離 [km] | 駅名                           | 標高 [m] | 備考                                                                        |
| --------- | ------------------------------ | -------- | --------------------------------------------------------------------------- |
| 0.00      | ツェルマット Zermatt GGB       | 1,605    |                                                                             |
| 1.75      | フィンデルバッハ Findelbach    | 1,770    |                                                                             |
| 4.03      | リッフェルアルプ Riffelalp     | 2,211    | 約500 m南西に5つ星ホテル（リッフェルアルプリゾート2222m）                   |
| 5.10      | リッフェルボーデン Riffelboden | 2,348    | 貨物駅                                                                      |
| 6.47      | リッフェルベルク Riffelberg    | 2,582    | 駅近くに3つ星ホテル（リッフェルハウス1853）                                 |
| 7.91      | ローテンボーデン Rotenboden    | 2,815    |                                                                             |
| 9.34      | ゴルナーグラート Gornergrat    | 3,089    | 駅近くに天体観測ドームのある3つ星ホテル（3100クルムホテルゴルナーグラート） |

## 歴史
1896年建設開始、1898年8月20日開業。1909年にクルムホテルの古い建物が取り壊された跡地に移転するまで、ゴルナーグラート駅は現在より約71 m低い場所にあった。また、開業当初の営業は夏期のみだったが、1928年にリッフェルアルプ駅まで、1942年に終点のゴルナーグラート駅まで通年で運行するようになった。
2005年にはツェルマットの市民共同体（Burgergemeinde Zermatt）とゴルナーグラート鉄道が所有する駅周辺の建物の改修が行われた。

## 画像

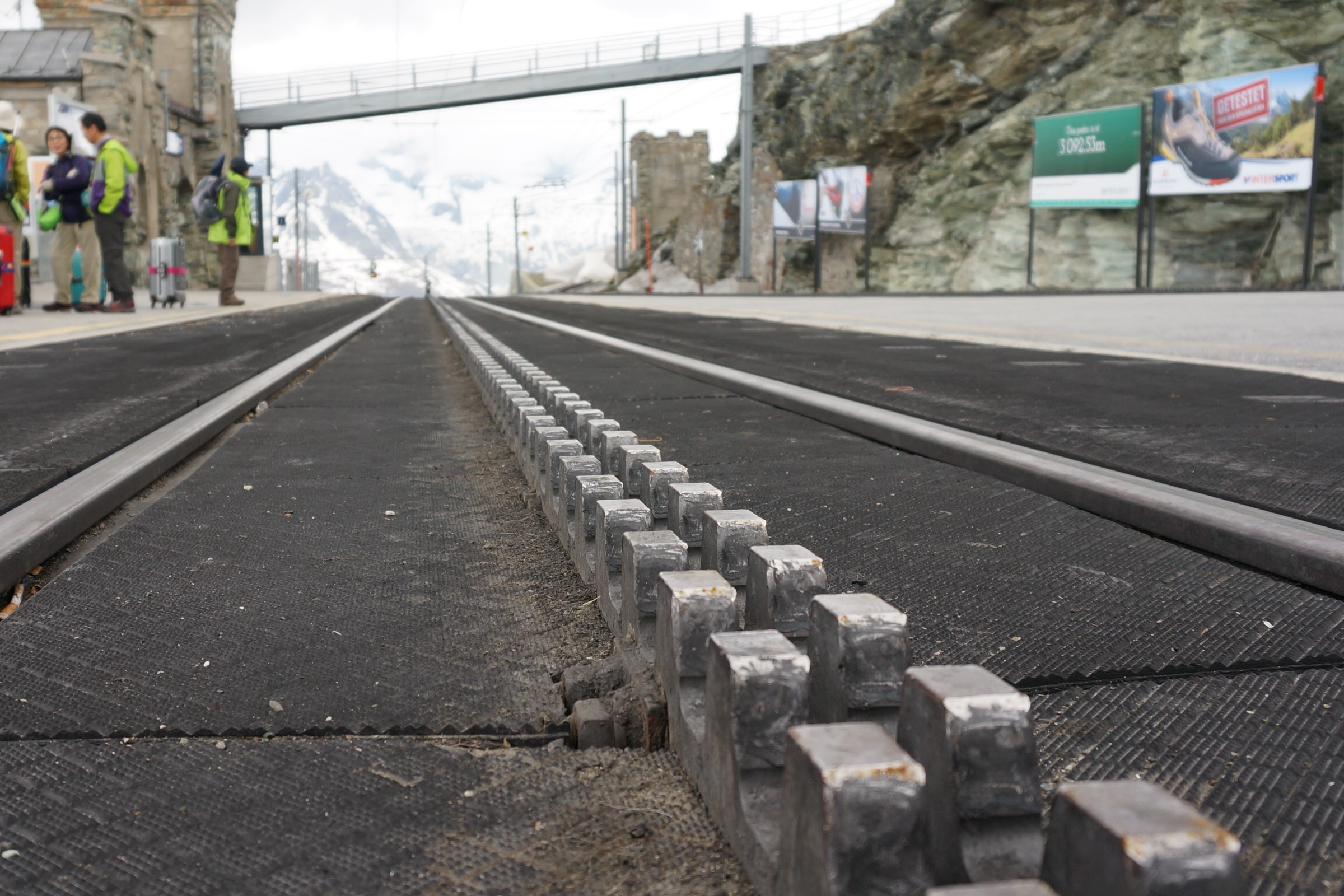
アプト式ラックレール
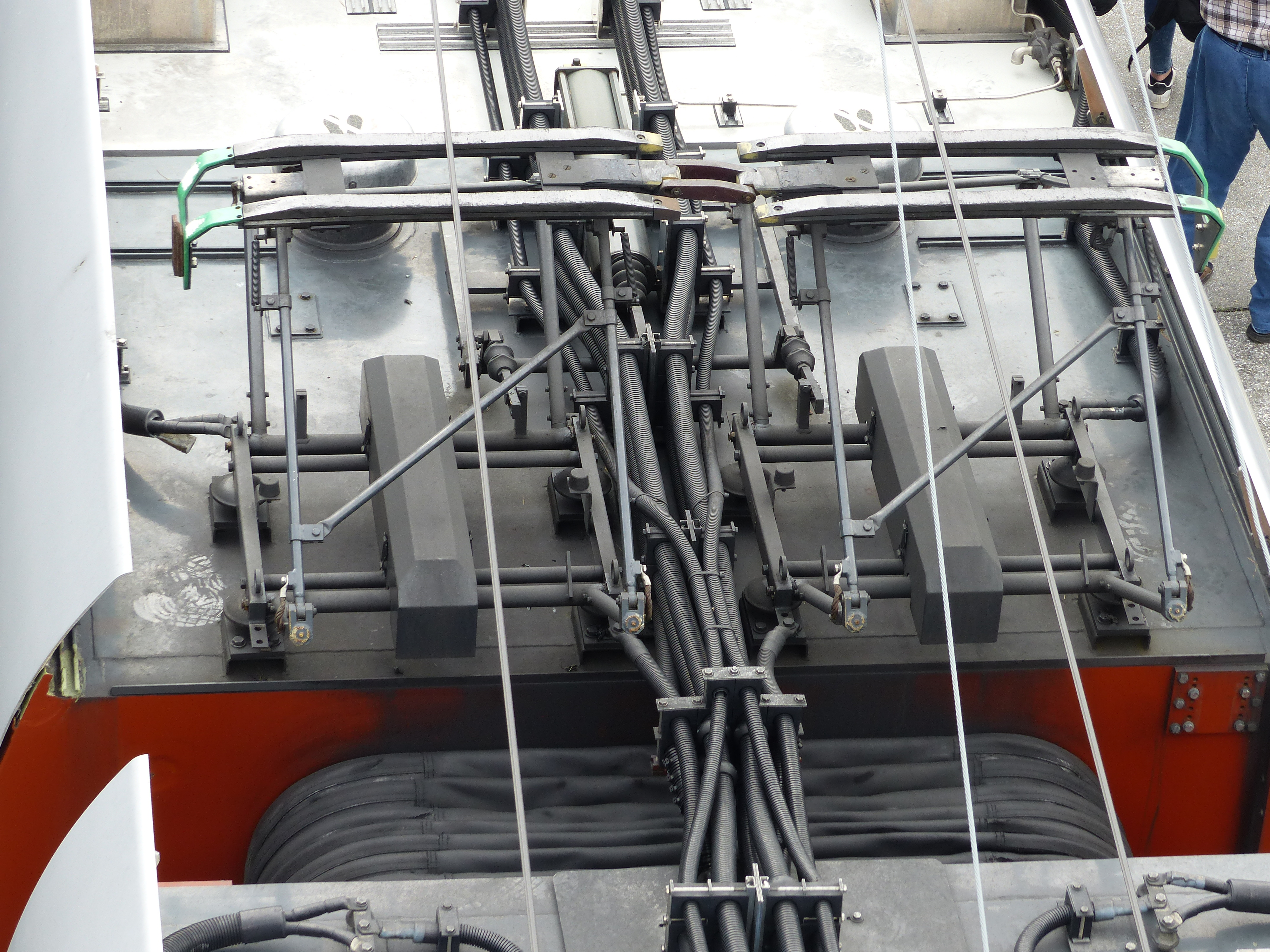
2組の架線とパンタグラフ

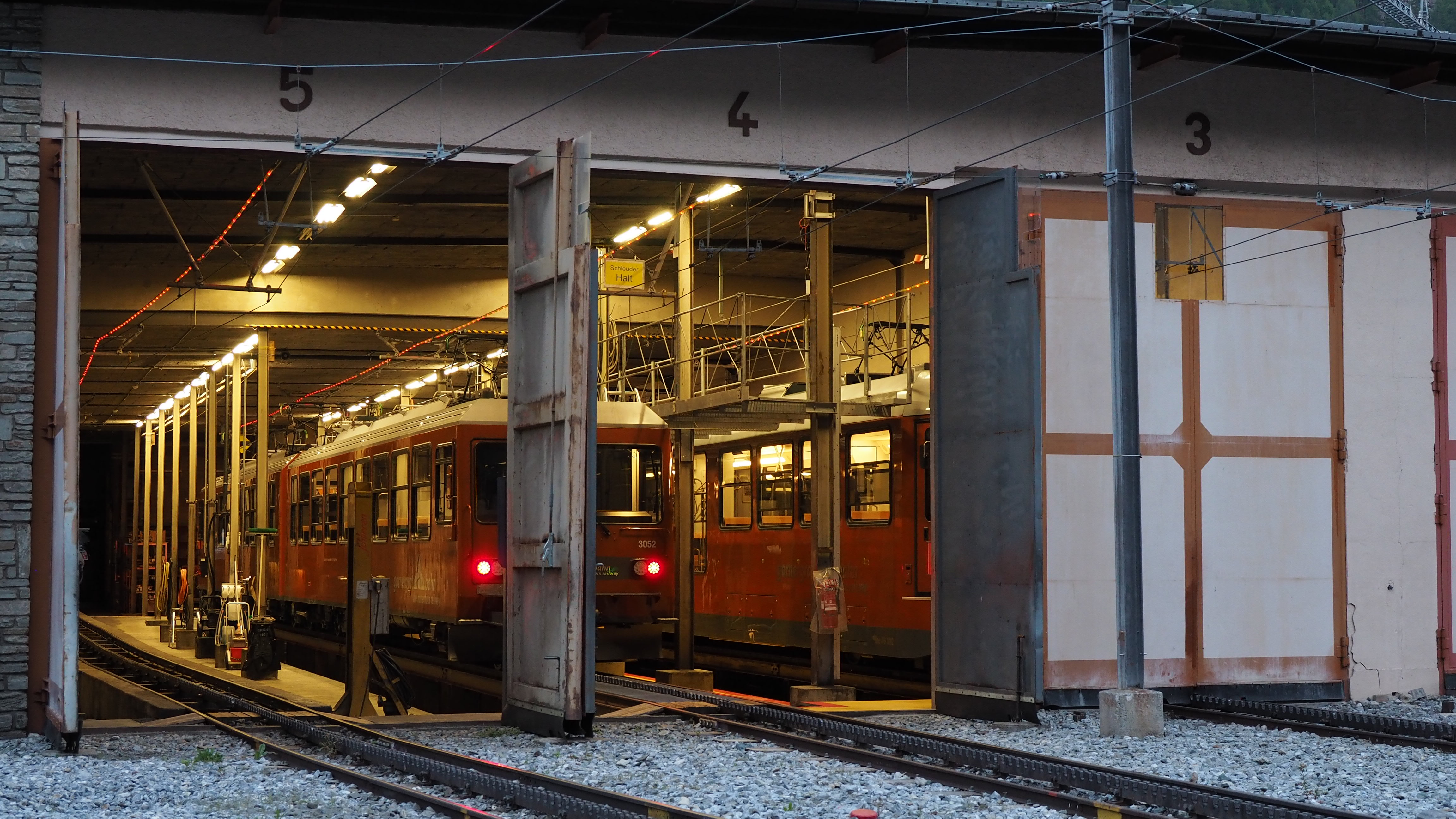
車庫
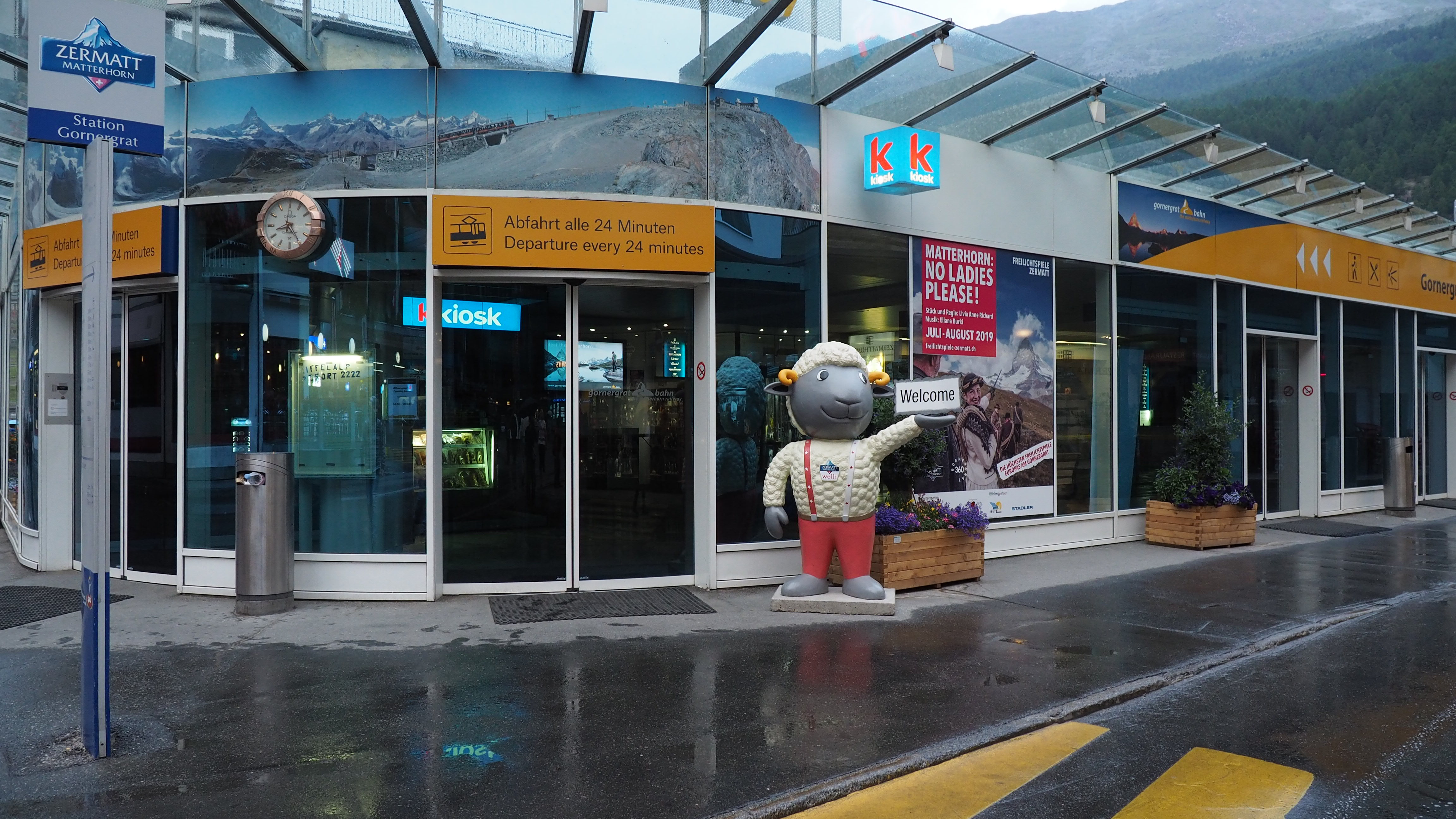
ツェルマット駅
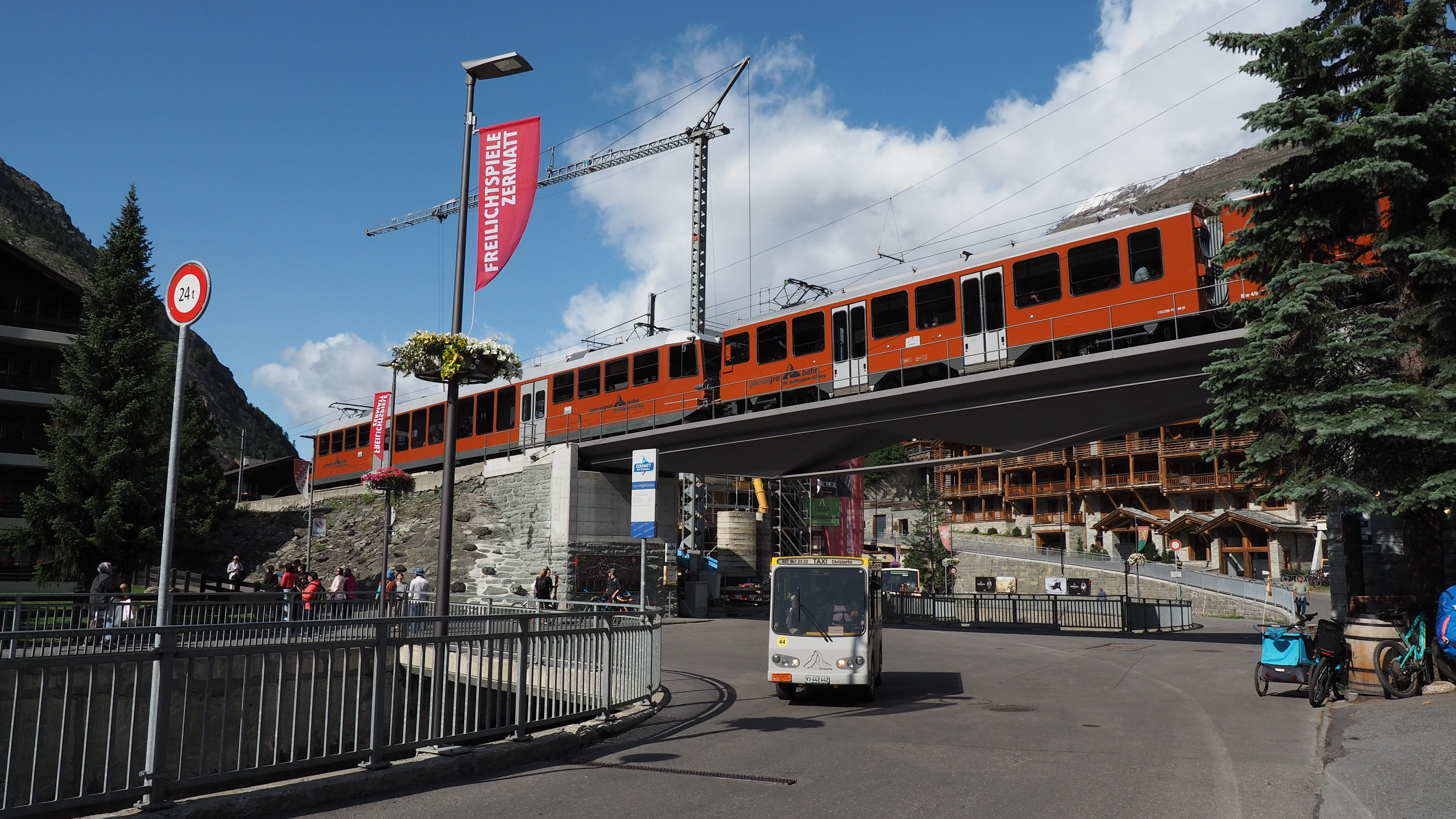
Getwing橋
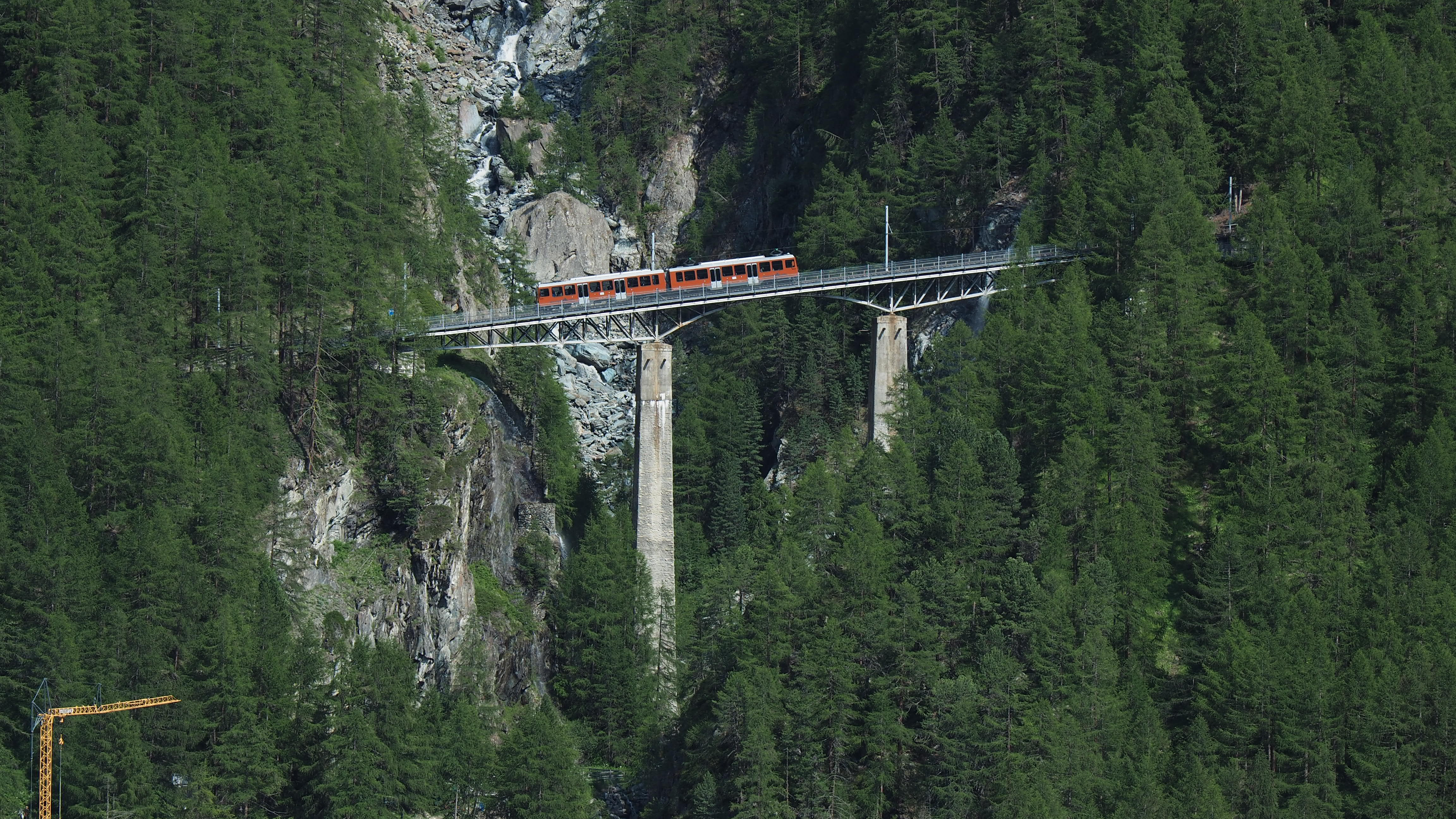
フィンデルバッハ橋
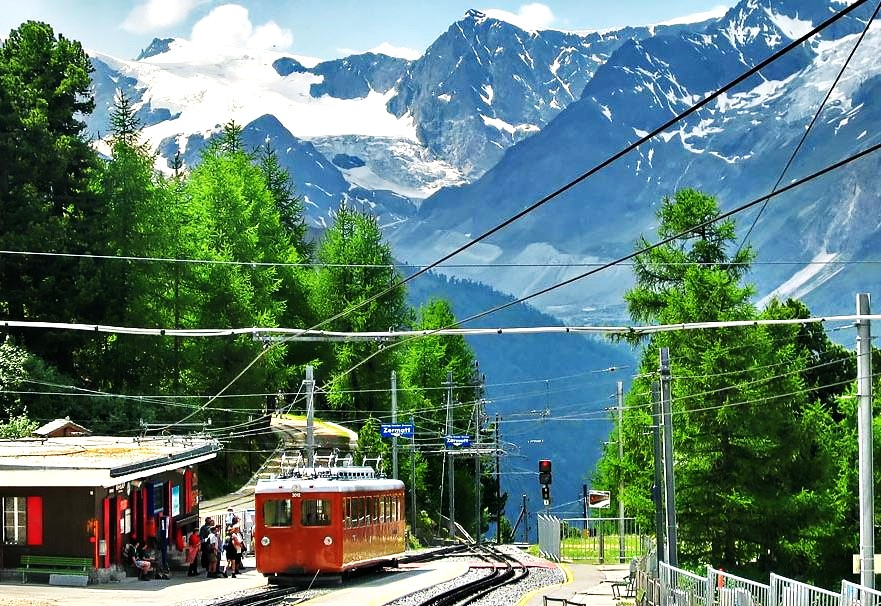
リッフェルアルプ駅
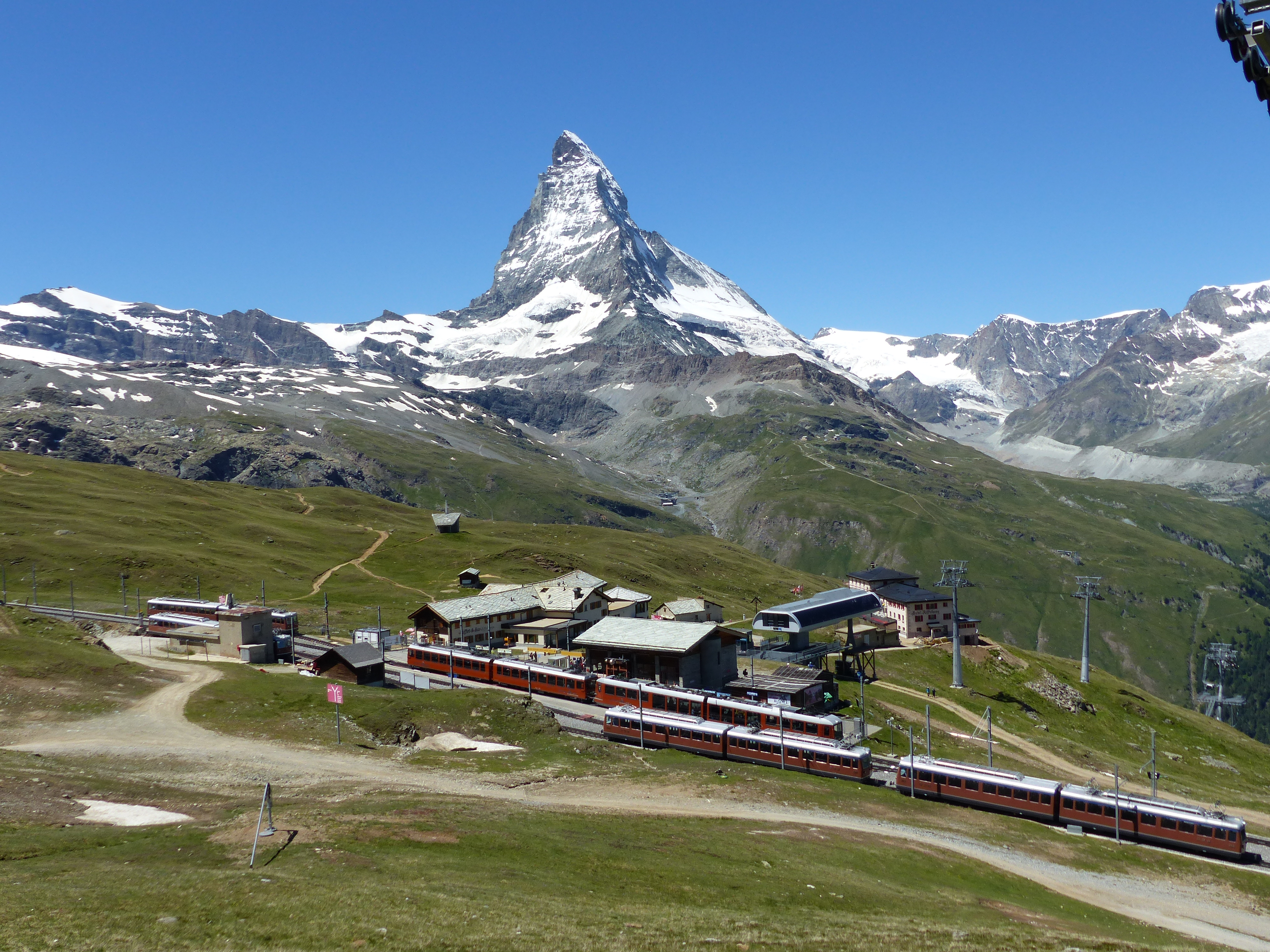
リッフェルベルグ駅
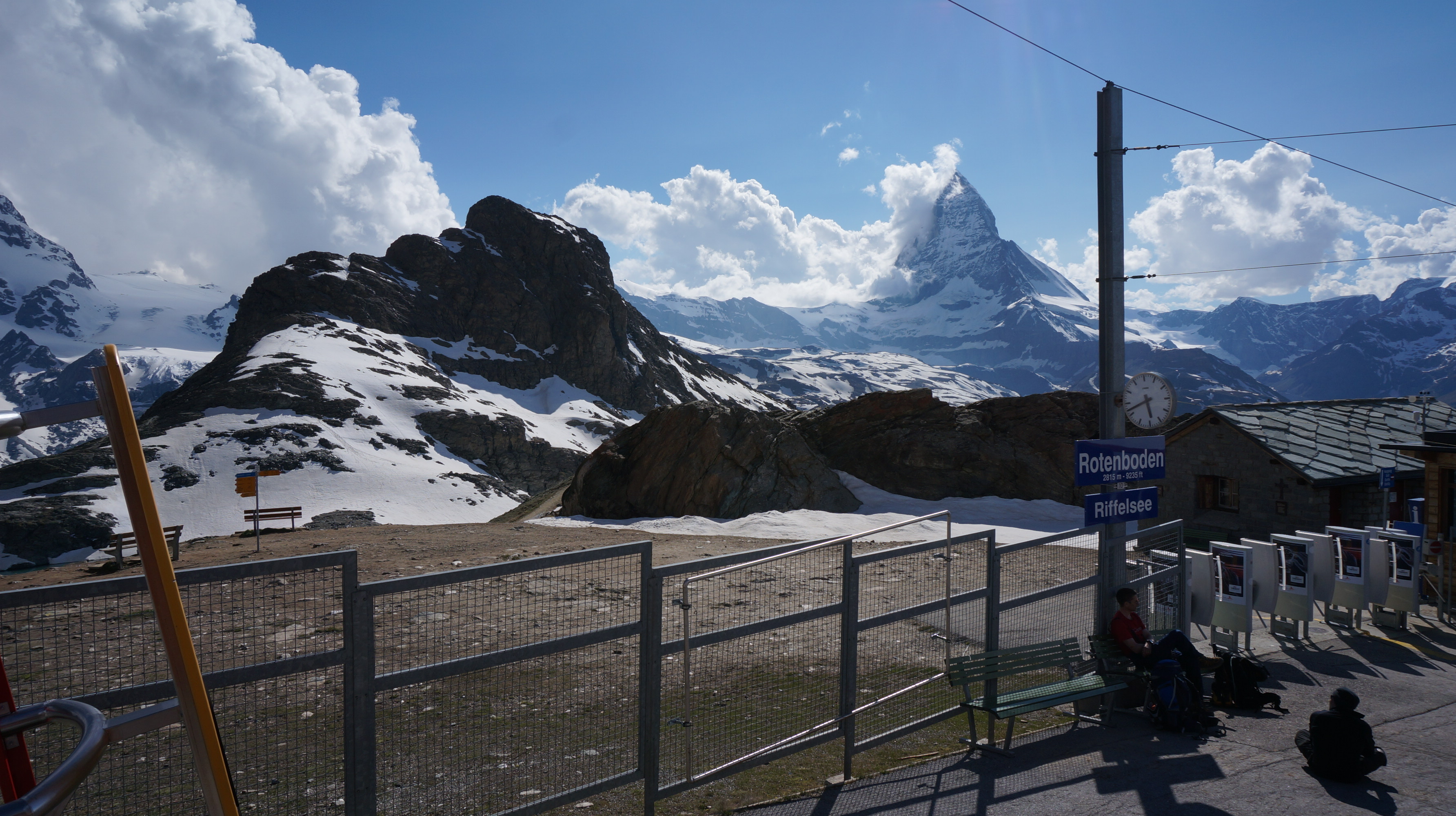
ローテンボーデン駅
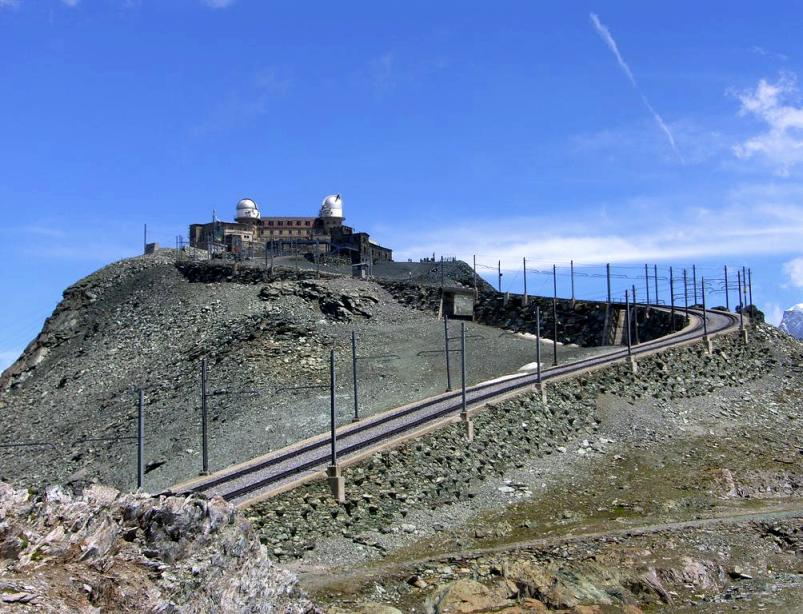
ゴルナーグラート駅とクルムホテル
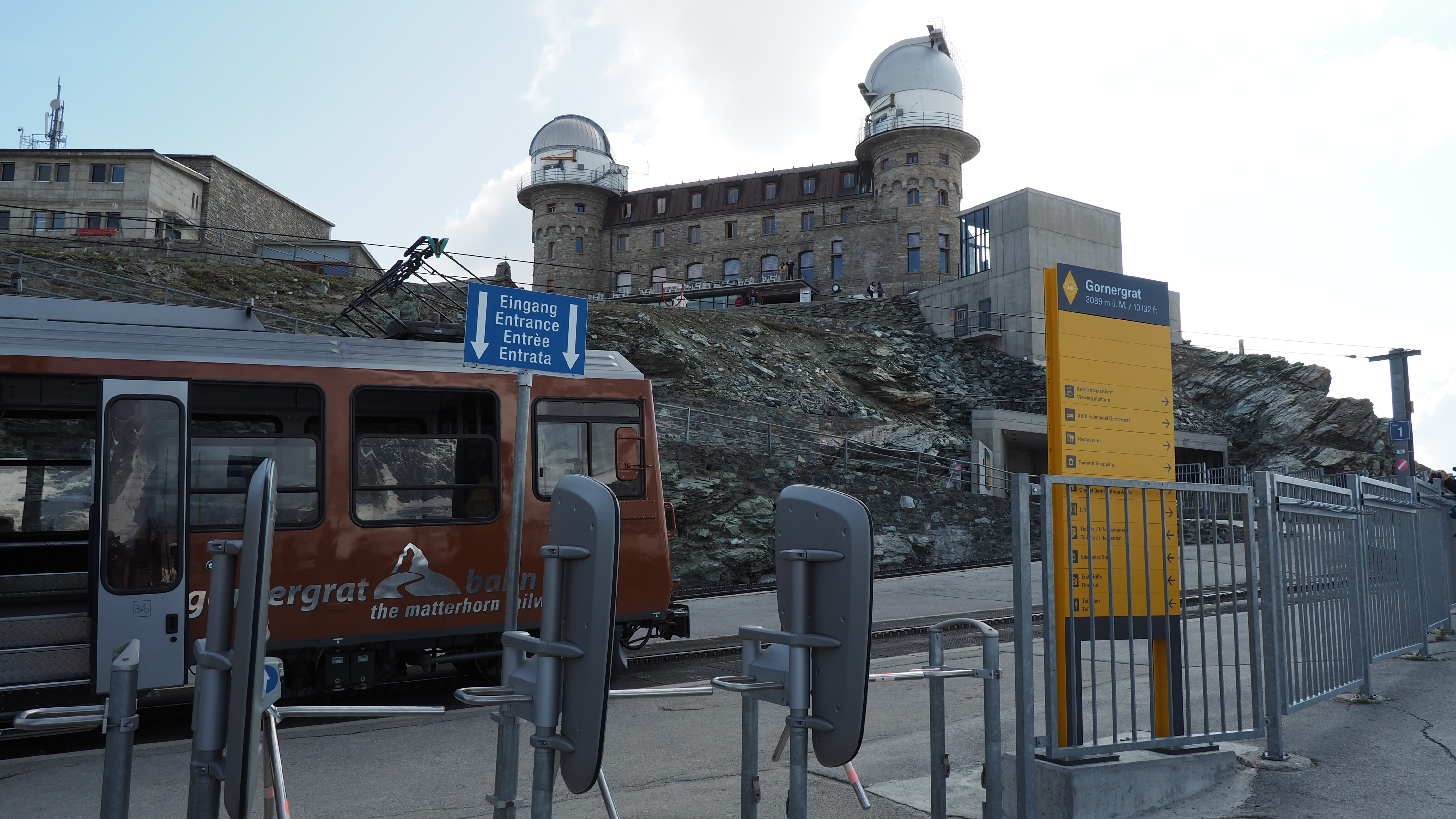
ゴルナーグラート駅

- アプト式ラックレール
- 2組の架線とパンタグラフ